# Abelitz-Moordorf-Kanal
Der Abelitz-Moordorf-Kanal (abschnittsweise auch (Engerhafer-Victorburer) Ehe genannt) ist ein in seinem Unterlauf natürliches Fließgewässer, in seinem Oberlauf hingegen künstlich angelegter Wasserlauf im Landkreis Aurich in Ostfriesland. Er durchfließt die Stadt Aurich, die Gemeinde Südbrookmerland und die Samtgemeinde Brookmerland. Über die Abelitz und das Alte Greetsieler Sieltief, teils auch über das Knockster Tief, entwässert er in die Ems.

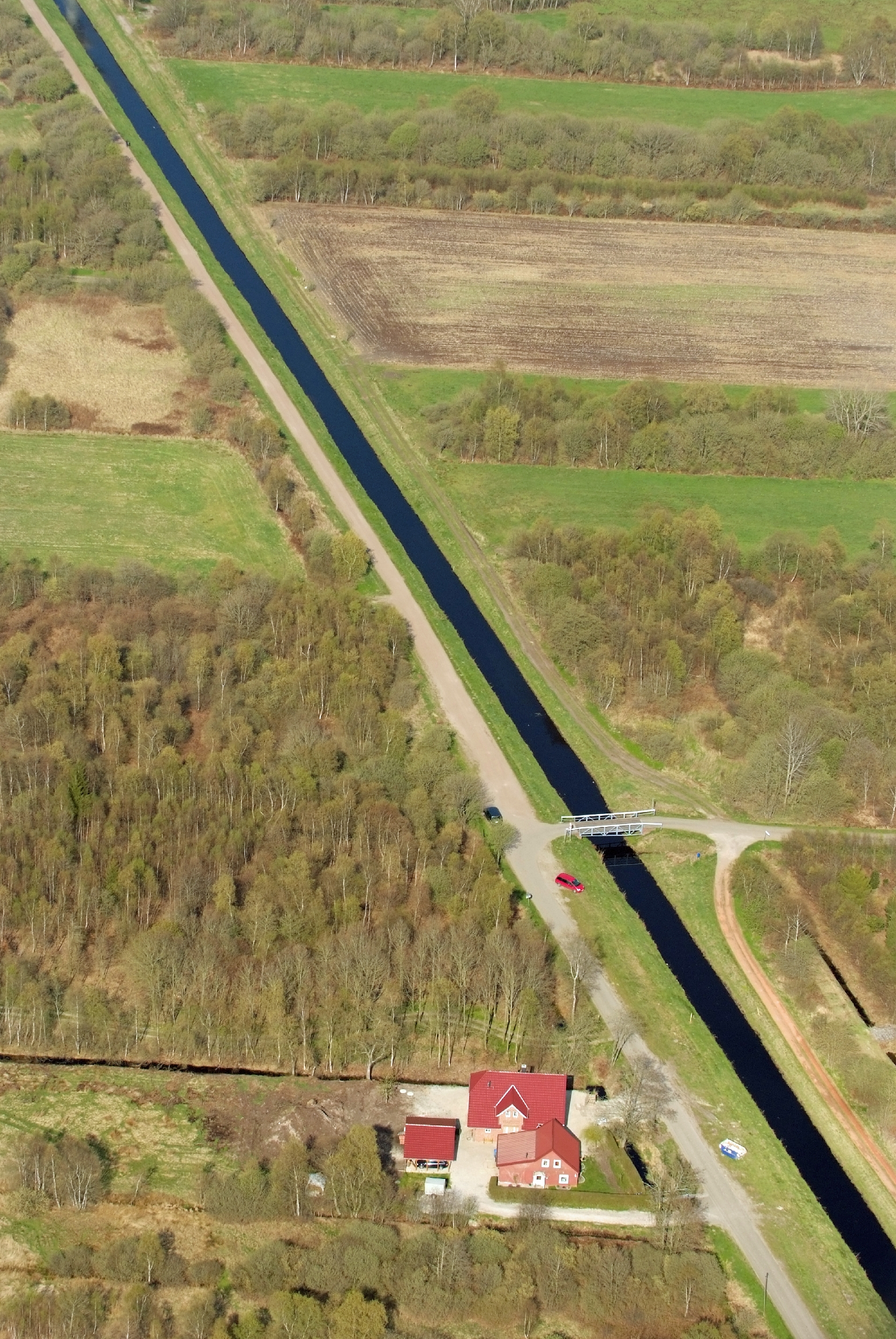
Abelitz-Moordorf-Kanal in Aurich-Georgsfeld

Die Ehe floss in früheren Jahrhunderten von der Engerhafer-Victorburer Geest als einer der natürlichen Zuflüsse in die Sielmönker Bucht, in etwa in Höhe der heutigen Orte Cirkwehrum und Osterhusen (Gemeinde Hinte). Nach der Verlandung der Sielmönker Bucht um das Jahr 1000 und der später einsetzenden Erweiterung der Leybucht durch Sturmfluten mündete die Ehe in letztere, in etwa in der Gemarkung der heutigen Gemeinde Wirdum. Die sukzessive Eindeichung der Leybucht ab zirka 1500 machte es erforderlich, die Ehe in das Entwässerungssystem durch Siele an der Leybucht einzubeziehen. Zugleich diente die Ehe – wie die meisten natürlichen, künstlich angelegten oder von Menschenhand ausgebauten Wasserläufe in Ostfriesland – als Schifffahrtsweg für die Binnenschiffer in den Dörfern. Diese befuhren die Tiefs, um den Warenaustausch zwischen Stadt (in diesem Fall zumeist Emden) und Land zu besorgen. Die Ehe war die Hauptverbindung zwischen Emden und dem Raum Engerhafe/Victorbur.
Bereits 1671 plante Dodo (II.) zu Innhausen und Knyphausen, der auf dem Gebiet der heutigen Gemeinde Südbrookmerland ausgedehnte Moorländereien besaß, die Ehe zu kanalisieren und im Moorgebiet eine Fehnkolonie nach dem Vorbild Großefehns anzulegen. Woran dieser Plan scheiterte, ist heute nicht mehr bekannt.
Die Ehe verschlammte – unter anderem durch mangelhafte Pflege bei der Erhaltung der Fahrwassertiefe und Streit darüber, wer diese zu übernehmen habe – in den folgenden etwa zwei Jahrhunderten phasenweise immer wieder. Nachdem Ostfriesland 1866 wieder preußisch geworden war, stellten die preußischen Beamten in Aurich erneut Pläne auf, die Ehe zu einem Kanal auszubauen und zudem das damals noch weitgehend unerschlossene Moorgebiet nordwestlich von Aurich zu kultivieren. Letztlich sollte der Kanal sogar bis an die Küste bei Bensersiel verlängert werden und dadurch zugleich auch die Moorgebiete südwestlich von Esens erschließen. Dazu ist es jedoch nie gekommen.
Ausgebaut wurde in den 1870er-Jahren schließlich die Ehe in ihrem Unterlauf bis an den Geestrand bei Victorbur. Westlich davon wurde in südwestlicher Richtung ein anschließender Kanal in Richtung Moordorf gegraben und von dort aus weiter in nordwestlicher Richtung ins Moorgebiet zwischen Moordorf und Tannenhausen, wo ungefähr drei Jahrzehnte zuvor der jüngste der heutigen Auricher Stadtteile, Georgsfeld, als Moorkolonie gegründet worden war. Während der Kanal in seinem Unterlauf in den folgenden Jahrzehnten noch für den Verkehr mit kleinen Binnenschiffen genutzt wurde, nahm die Bedeutung desselben bereits nach dem Ersten Weltkrieg ab und kam nach dem Zweiten Weltkrieg vollständig zum Erliegen. Im Oberlauf jenseits von Moordorf hatte die Dorfschifffahrt niemals eine Bedeutung erlangen können.
Der Abelitz-Moordorf-Kanal hat hingegen von Anbeginn eine große Bedeutung für die Entwässerung der Moorgebiete im Südbrookmerland besessen und diese noch heute inne. Zuständig für die Entwässerung ist der I. Entwässerungsverband Emden mit Sitz in Pewsum.